# 奈良学園大学硬式野球部
奈良学園大学硬式野球部（ならがくえんだいがくこうしきやきゅうぶ）は、近畿学生野球連盟に所属する野球チーム。奈良学園大学の学生によって構成されている。創部から2013年度までは、奈良産業大学硬式野球部（ならさんぎょうだいがくこうしきやきゅうぶ）だった。

## 歴史
- 1984年（昭和59年）創部[1]。
- 1985年（昭和60年）近畿学生野球連盟に加盟。Ⅲ部リーグに所属[1]。
- 1985年（昭和60年）春季Ⅲ部リーグで優勝、入替戦に勝利しⅡ部リーグに昇格[1]。
- 1986年（昭和61年）春季Ⅱ部リーグで優勝、入替戦に勝利しⅠ部リーグに昇格[1]。
- 1986年（昭和61年）秋季Ⅰ部リーグで初優勝[1]。
- 1987年（昭和62年）全日本大学野球選手権大会（第36回大会）に初出場。
- 1990年（平成2年）のドラフト会議で、湯舟敏郎（卒業後、本田技研鈴鹿に所属）が阪神タイガースから1巡目で指名され入団。奈良産業大学野球部出身者初のプロ野球選手となった。
- 2007年（平成19年）のドラフト会議で、桑原謙太朗が横浜ベイスターズから大学生・社会人ドラフト3巡目で指名され入団。奈良産業大学野球部から直接入団した初のプロ野球選手となった。
- 2014年（平成26年）大学名変更に併せて、奈良学園大学硬式野球部に変更。

## 記録
- 近畿学生野球連盟Ⅰ部リーグ優勝38回（2014年〈平成26年〉リーグ戦終了現在）
- 全日本大学野球選手権大会出場20回、ベスト4が1回、ベスト8が3回（2014年〈平成26年〉リーグ戦終了現在）
- 明治神宮野球大会出場なし（2023年〈令和年〉リーグ戦終了現在）

## 本拠地
- グラウンド

奈良学園大学 三郷キャンパス（奈良県生駒郡三郷町）に所在。

## 出身者
太字は現役選手
- 湯舟敏郎（投手、本田技研鈴鹿 - 阪神タイガース - 大阪近鉄バファローズ）
- 山口弘佑（投手、リースキン広島 - 日本ハムファイターズ・北海道日本ハムファイターズ - 一城クラブ）
- 山井大介（投手、河合楽器 - 中日ドラゴンズ）
- 桑原謙太朗（投手、横浜ベイスターズ - オリックス・バファローズ - 阪神タイガース）
- 蕭一傑（投手、阪神タイガース - 福岡ソフトバンクホークス - 義大ライノズ）
- 中村光雄（投手、ジェイプロジェクト - 国外独立リーグ球団）　※中退
- 吉田利一（捕手、中日ドラゴンズ）
- 宮本丈（内野手、東京ヤクルトスワローズ）
- 西本泰承（内野手、高知ファイティングドッグス - グランドプレーリー・エアーホッグス（英語版） - 群馬ダイヤモンドペガサス - 高知ファイティングドッグス）
- 村上海斗（外野手・投手、読売ジャイアンツ - 堺シュライクス-埼玉武蔵ヒートベアーズ-ジェイファム）
- 矢野広将（外野手、琉球ブルーオーシャンズ - 富山GRNサンダーバーズ）